# Kathu
Kathu es una ciudad de la provincia Septentrional del Cabo, en Sudáfrica, centro de producción de mineral de hierro, famosa ahora por sus yacimientos arqueológicos los cuales fueron fuertemente explotados. Su nombre significa "bajo los árboles", dado antes a una papilla elaborada por la población local, a partir de la harina elaborada con las legumbres de las "acacias de las jirafas" (Vachellia erioloba), del bosque local conocido como Camel Thorn.

## Bosque
Camel Thorn es uno de los dos únicos en bosques el mundo de Vachellia erioloba. Él está entre Mariental y Rehoboth, en Namibia. Su singularidad se reconoció a principios de 1920, cuando fue declarado un bosque del estado. En 1995 fue registrado como Patrimonio Natural. Tiene aproximadamente 4000 hectáreas de extensión. Las espinas de sus árboles son el soporte de los nidos del "tejedor republicano" (Philetairus socius) y el bosque es el hábitatde muchas otras especies de aves y otros animales, algunos de ellos especies endémicas protegidas. Los árboles más grandes tienen más de 300 años.

## Complejo arqueológico
Sitios significativos de la Edad de Piedra han sido hallados en y alrededor de Kathu y están sujetos a continua investigación arqueológica.
En 2012 se reveló el descubrimiento de puntas de proyectil de piedra, que datan de hace 500 000 años y que muestran claras evidencias de haber sido usadas en lanzas. Las puntas encontradas por Peter Beaumont entre 1979 y 1982, son las más antiguas puntas para lanzas encontradas hasta el momento.
En 2014 se anunció el hallazgo en 2013 de un enorme depósito de herramientas de piedra, que datan de hace 700 000 a un millón de años, encontrado por una expedición conjunta del Museo McGregor de Kimberly, la Universidad de Ciudad del Cabo y la Universidad de Toronto. Excavaciones previas en el sitio fueron hechas en 1982 y 1990 y habían permitido a Peter Beaumont reunir una colección de utensilios. Entre las herramientas halladas se destacan cientos de hachas de mano. Aunque no se tiene certeza del por qué los cazadores antiguos acumularon tal cantidad de artefactos en un área reducida, los arqueólogos suponen que se trataba de un sitio explotación intensiva de los afloramientos altamente silíceos de formaciones de hierro bandeado.

## Minería
La ciudad se desarrolló a partir del crecimiento de la mina Sishen, en Dingleton. Tiene una de las cinco más grandes explotaciones de mineral de hierro a cielo abierto del mundo. Los trenes de transporte de mineral van por el ferrocarril Sishen-Saldanha, pasan a través del territorio. La empresa Kumba Iron Ore es la operadora de la mina principal en Kathu.

## Turismo
Kathu es promocionada como la "ciudad bajo los árboles", por el bosque Camel Thorn. Dispone de una pequeña reserva de caza. La ciudad cuenta con un campo de golf y un complejo deportivo, con canchas de tenis y piscinas.